# Георги Кандев
Георги Димитров Кандев е български полицай и юрист, старши комисар от МВР. 

## Биография
Георги Кандев е роден през 1975 г. в град Гоце Делчев, Народна република България. Майка му е била директор и преподавател на училището в село Мосомище, а баща му – служител на МВР в Гоце Делчев. Завършва Природо-математическа гимназия „Яне Сандански“ в Гоце Делчев. Служи като войник в Школата за запасни офицери „Христо Ботев“ в Плевен.
Завършва бакалавърска степен във ВИПОНД – МВР (дн. Академия на МВР) със специалност „Противодействие на престъпността и опазване на обществения ред“ и магистърска степен в ЮЗУ „Неофит Рилски“ в Благоевград със специалност „Право“.
През 2008 г. завършва 235-та сесия на Националната академия на Федералното Бюро за Разследване на САЩ. Преминава курсове за повишаване на квалификацията в Европол и Европейският полицейски колеж (СЕПОЛ). Притежава следдипломна квалификация „Криминално правосъдие“ от Академията на ФБР в Куантико, Вирджиния (САЩ).

### Професионална дейност
От 1999 г. той работи в системата на МВР, като постъпва в Главна Дирекция „Национална полиция“ и последователно заема всички изпълнителски длъжности:
- 1999 – 2007 г. – инспектор в сектор „Престъпления против собствеността“ в Главна дирекция „Национална полиция“ (ГДНП);[3]
- 2007 – 2010 г. – инспектор в сектор „Национален информационен център по сигурността на спортни мероприятия“ в ГДНП;[3]
- 2010 – 2011 г. – внд началник сектор „Трафик на хора“ в Главна дирекция „Борба с организираната престъпност“ (ГДБОП);[3]
- юни 2011 – декември 2013 г. – началник сектор „Престъпления по пътищата в ОДМВР – София;[3]
- 2014 – април 2015 г. – началник сектор „Хулиганство, Екстремизъм и спортни мероприятия“ в ГДНП;[3]
- април 2015 – юни 2021 г. – полицейски инспектор в сектор „Териториално обслужване“ на Охранителна полиция в ГДНП;[3]
- от 3 юни 2021 г. е директор на ОДМВР – Благоевград, назначен със заповед на министъра на вътрешните работи Бойко Рашков от първото служебно правителство на Стефан Янев.[5]

Два пъти носител на колективна награда „Полицай на годината” за 2002г. и 2004г.
За проявен висок професионализъм при изпълнение на служебните си задължения е:
- Награждаван от Министъра на Вътрешните работи-5 пъти
- Награждаван от Главния секретар на МВР-2 пъти
- Награждаван от Директора на ГДНП-6 пъти
- Награждаван от Заместник Директора на ГДНП-3 пъти
- Награждаван от Началник сектор „Престъпления против собствеността”-3 пъти
- Носител на „Почетен знак на МВР III степен“
- Предсрочно произведен в звание „Капитан от МВР” през 2005г.
- Не са му налагани дисциплинарни наказания по време на службата му в МВР.